# 1045

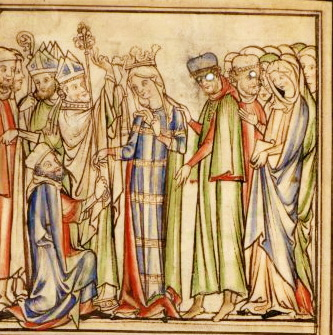
Edith van Wessex gekroond tot koningin van Engeland

Het jaar 1045 is het 45e jaar in de 11e eeuw volgens de christelijke jaartelling.

## Gebeurtenissen
- De Ziriden verklaren zich onafhankelijk van de Fatimiden en keren terug van het sjiisme naar het soennisme.
- 20 januari - Joannes van Sabina wordt als Silvester III tot paus gekozen.
- 10 maart - De afgezette paus Benedictus IX keert terug, en dwingt Silvester terug te keren naar zijn voormalige bisdom Sabina.
- 1 mei - Benedictus IX verkoopt het pausambt aan zijn peetoom Joannes Gratianus, die als Gregorius VI paus wordt.
- De Seltsjoeken veroveren Ani.
- Gruffudd ap Rhydderch en Rhys ap Rhydderch van Deheubarth verslaan Gruffudd ap Llywelyn van Gwynedd.
- Eduard de Belijder trouwt met Edith van Wessex.

## Opvolging
- katapanaat van Italië: Basilios Theodorocanus opgevolgd door Eustathios Palatinos
- Japan: Go-Suzaku opgevolgd door zijn zoon Go-Reizei
- paus: Silvester III als opvolger van Benedictus IX, wordt zelf opgevolgd door Benedictus IX, die weer wordt opgevolgd door Gregorius VI
- Vermandois - Otto opgevolgd door zijn zoon Herbert IV
- Zwaben - koning Hendrik III opgevolgd door Otto II, paltsgraaf van Lotharingen

## Geboren
- Diederik I, graaf van Bar, Montbéliard en Verdun (jaartal bij benadering)
- Margaretha, Engels prinses, echtgenote van Duncan III (jaartal bij benadering)
- Stefanus II, graaf van Blois, Dunois en Meaux en kruisridder (jaartal bij benadering)

## Overleden
- 7 februari - Go-Suzaku (35), keizer van Japan (1036-1045)
- 25 mei - Otto (~54), graaf van Vermandois (1010-1045)
- 27 mei - Bruno, bisschop van Würzburg (1034-1045)
- 27 juni - Hemma van Gurk (~64), Duits edelvrouw en kloosterstichtster